# Петтерссон, Элиас Фредрик
Элиас Фредрик Петтерссон (швед. Elias Fredrik  Pettersson; 12 ноября 1998, Сундсвалль, Вестерноррланд) — шведский профессиональный хоккеист, нападающий клуба «Ванкувер Кэнакс». Участник драфта НХЛ 2017 года. Обладатель приза Колдер Трофи 2019 года.

## Игровая карьера

### Шведская лига
Свою профессиональную хоккейную карьеру Петтерссон начал в клубе «Тимро», Где он выступал сначала за молодёжную команду, а потом подписал первый профессиональный контракт. Во втором своем сезоне за «Тимро» Элиас набрал 41 очко в 43 играх. Однако это не помогло «Тимро» выйти в высший дивизион чемпионата Швеции по хоккею и 6 апреля 2017 года Петтерссон подписал 3-х летний контракт с командой Высшего дивизиона Швеции по хоккею «Векшё Лейкерс».
В сезоне 2017/18 Петтерссон стал лучшим бомбардиром регулярного сезона чемпионата Швеции, набрав в нём 56 очков, тем самым Элиас побил рекорд среди новичков Шведской хоккейной лиги за всю историю, который ранее принадлежал Кенту Нильссону (сезон 1975/76).

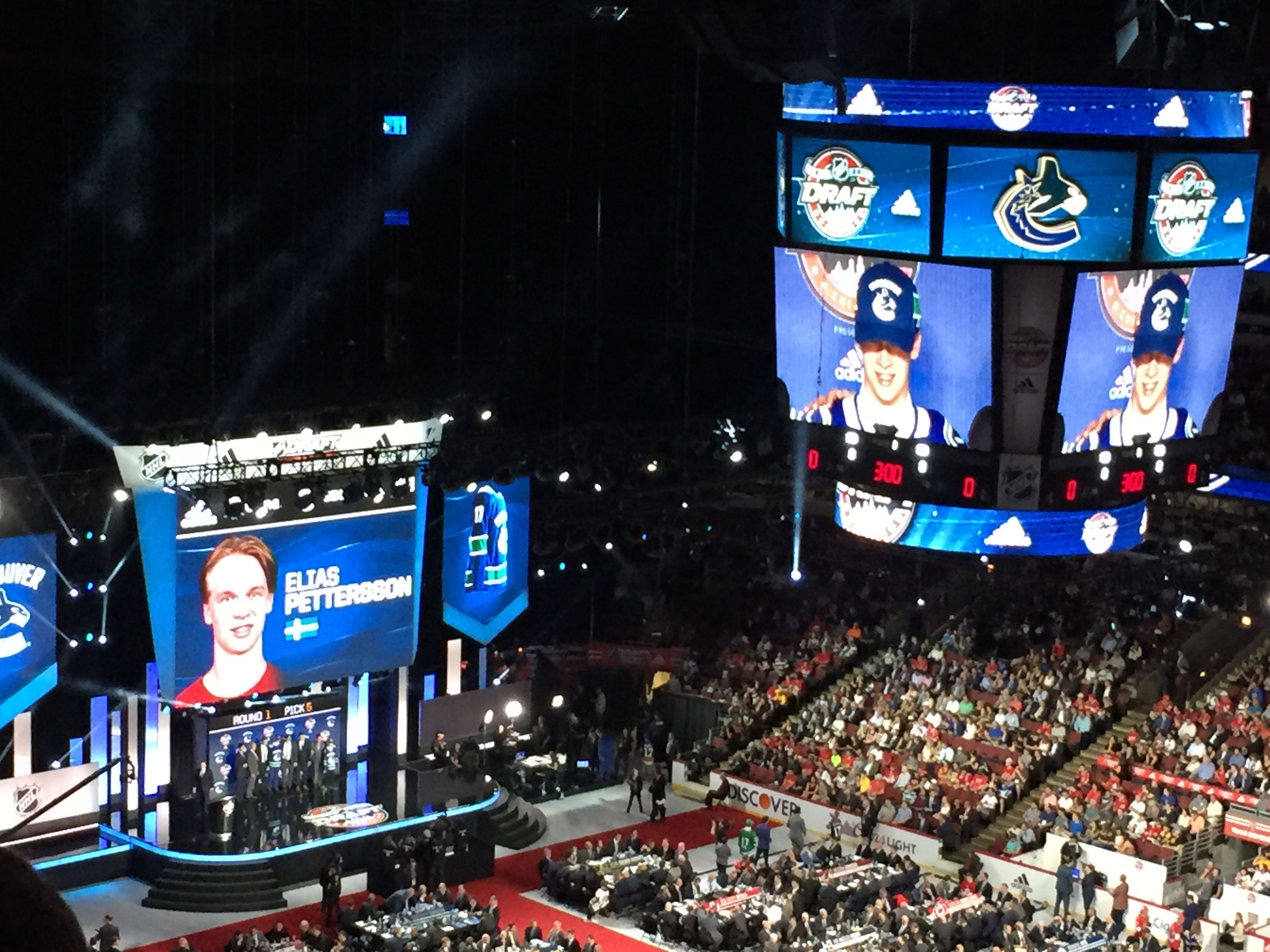
«Кэнакс» выбирает Петтерссона на драфте НХЛ 2017 года.

### НХЛ
По версии Центрального скаутского бюро НХЛ Элиас занял второе место среди европейских игроков перед Драфтом НХЛ 2017 года . 23 июня 2017 года на Драфте НХЛ 2017 Петтерссон был выбран первым из шведских игроков в 1-м раунде под общим 5-м номером клубом НХЛ «Ванкувер Кэнакс».
25 мая 2018 года подписал трёхлетний контракт новичка с «Ванкувер Кэнакс».
3 октября 2018 года в первом же матче в НХЛ отдал голевую передачу и забил гол в ворота команды «Калгари Флэймз», матч завершился победой «Кэнакс» 5:2, а Элиас был признан первой звездой матча и всего игрового дня. 1 ноября 2018 года Петтерссон был назван лучшим новичком октября в НХЛ, а следом и лучшим новичком декабря. В этом же сезоне Элиас был вызван на матч всех звёзд НХЛ. 2 января 2019 года Петтерссон сделал первый хет-трик в карьере НХЛ в матче против команды «Оттава Сенаторз», при этом принёс «Кэнакс» победу в овертайме со счётом 4:3. 18 марта 2019 года в матче против «Чикаго Блэкхокс» он набрал 61 очко в сезоне и побил рекорд франшизы по этому показателю среди новичков, который ранее принадлежал Павлу Буре и Ивану Глинке. По итогам сезона 2018/19 Петтерссон получил приз Колдер Трофи, который вручается лучшему новичку лиги. Ранее среди игроков «Кэнакс» этот приз выигрывал только Павел Буре.
В сезоне 2021/22 набрал 68 очков (32+36) в 80 матчах. Уже в следующем сезоне сыграл значительно результативнее — 102 очка (39+63) в 80 матчах. Петтерссон занял 10-е место в списке лучших бомбардиров и лучших ассистентов сезона. При этом Петтерссон разделил первое место по голам в меньшинстве (по 5) со своим одноклубником Джей Ти Миллером. 3 ноября 2022 года набрал 5 очков (1+4) в игре против «Анахайм Дакс» (8:5). 22 декабря 2022 года набрал 5 очков (2+3) в игре против «Сиэтл Кракен» (6:5 Б), при этом Петтерссон поучаствовал по всех 5 шайбах своей команды, сравнял счёт за 80 сек до конца третьего периода, а затем забил победный буллит. 18 февраля 2023 года третий раз за сезон набрал 5 очков (2+3) за один матч в игре против «Филадельфии» (6:2). При этом две шайбы Петтерссон забросил в меньшинстве в пустые ворота за последние две минуты матча.
31 октября 2023 года сделал хет-трик в ворота «Нэшвилл Предаторз» (5:2).
2 марта 2024 года Петтерссон продлил контракт с клубом на 8 лет на общую сумму $92,8 млн.

## Личная жизнь
У Элиаса есть старший брат, Эмиль Петтерссон, он также профессиональный хоккеист. Имеет также финские корни. Его дед Тойво Йокелайнен был отправлен из Финляндии в Швецию в 1941 году.

## Статистика
| Легенда | Легенда                    | Легенда | Легенда                   | Легенда | Легенда    |
| ------- | -------------------------- | ------- | ------------------------- | ------- | ---------- |
| И       | Количество проведённых игр | Штр     | Штрафное время            | +/−     | Плюс-минус |
| Г       | Голы                       | П       | Голевые передачи          | О       | Очки       |
| -       | Статистика неизвестна      | —       | Статистика не учитывалась |         |            |

## Награды и достижения
| Награда                                     | Год       | Прим.  |
| ------------------------------------------- | --------- | ------ |
| Шведская хоккейная лига                     |           |        |
| Обладатель Стефан Лив Трофи                 | 2018      |        |
| Лучший новичок года Шведской хоккейной лиги | 2018      |        |
| Обладатель Ле Мат Трофи                     | 2018      | [ 15 ] |
| Национальная хоккейная лига                 |           |        |
| Участник Матча всех звёзд НХЛ               | 2019 2023 |        |
| Обладатель Колдер Трофи                     | 2019      |        |
| Символическая сборная новичков НХЛ          | 2019      | [ 16 ] |
| Сборная Швеции                              |           |        |
| Чемпион мира                                | 2018      |        |